# ألكسندر فيزينكوف
ألكسندر فيزينكوف (بالبلغارية: Александър Везенков) مواليد 6 أغسطس 1995 في نيقوسيا، هو لاعب كرة سلة بلغاري. بدأ مسيرته الاحترافية في سنة 2011. يلعب مع سكرامنتو كينغز في الرابطة الوطنية لكرة السلة. يحمل الرقم 14. يبلغ طوله 6 قدم 9 بوصة (2.1 م).

## المسيرة الاحترافية
لعب مع نادي أريس لكرة السلة من سنة 2011 إلى 2015، ثم لعب مع نادي برشلونة لكرة السلة في الدوري الإسباني من سنة 2015 إلى 2017، ثم لعب مع سكرامنتو كينغز في سنة 2017.

## الإنجازات
- كأس السوبر الإسبانية لكرة السلة الفوز: (2015)

## إحصائيات المسيرة

### الدوري الأوروبي
| السنة                                | الفريق                  | لعب | بدأ | دقيقة | ميداني% | ثلاثية | حرة   | ارتداد | صنع | استلاب | تصدي | نقطة | أداء |
| ------------------------------------ | ----------------------- | --- | --- | ----- | ------- | ------ | ----- | ------ | --- | ------ | ---- | ---- | ---- |
| 2015–16                              | نادي برشلونة لكرة السلة | 22  | 1   | 8.9   | .457    | .444   | 1.000 | 1.2    | .3  | .2     | .0   | 2.7  | 2.6  |
| الدوري الأوروبي لكرة السلة 2016-2017 | نادي برشلونة لكرة السلة | 30  | 6   | 18.23 | .577    | .479   | .848  | 3.2    | 1.1 | .7     | .2   | 7.5  | 9.7  |
| المسيرة                              |                         | 52  | 7   | 14.37 | .457    | .469   | .868  | 2.4    | .8  | .5     | .1   | 5.5  | 6.7  |

## روابط خارجية
- ألكسندر فيزينكوف على موقع الاتحاد الدولي لكرة السلة (الإنجليزية)
- ألكسندر فيزينكوف على موقع الدوري الأوروبي لكرة السلة (الإنجليزية)
- ألكسندر فيزينكوف على موقع إن بي أي (الإنجليزية)
- ألكسندر فيزينكوف على موقع سبورتس رفرنس (الإنجليزية)
- ألكسندر فيزينكوف على موقع الدوري الإسباني لكرة السلة (الإسبانية)
- ألكسندر فيزينكوف على موقع كرة السلة الأوروبية.كوم (الإنجليزية)
- ألكسندر فيزينكوف على موقع DraftExpress.com (الإنجليزية)
- ألكسندر فيزينكوف على موقع إي إس بي إن.كوم (الإنجليزية)
- ألكسندر فيزينكوف على موقع ريلجم (الإنجليزية)
- ألكسندر فيزينكوف على موقع بروبوليرز (الإنجليزية)